# محوطه میشکلان ۱
محوطه میشکلان ۱ مربوط به هرازه ۳ قبل از میلاد است و در شهرستان پل‌دختر، بخش مرکزی، دهستان جایدر، روستای سراب جهانگیر واقع شده و این اثر در تاریخ ۱۵ دی ۱۳۸۷ با شمارهٔ ثبت ۲۴۲۷۹ به‌عنوان یکی از آثار ملی ایران به ثبت رسیده است.